# Кондоиди, Павел Захарович
Павел Захарович Кондоиди (Pavlos  Condoidis, греч. Παύλος  Κονδοίδης; 24 июня [5 июля] 1710, остров Корфу — 30 августа [10 сентября] 1760, Петергоф) — тайный советник, лейб-медик, директор Медицинской канцелярии (1754—1760). Почётный член Петербургской академии наук (1754). Основоположник организации медицинского обеспечения в России.

## Биография
Дядя его Анастасий Кондоиди, учёный греческий священник, приехавший в Россию при Петре Великом и ставший впоследствии вологодским епископом, дал Павлу отличное образование: П. Кондоиди говорил и писал на греческом, латинском, русском, итальянском, французском и немецком языках, знал также английский и голландский. П. Кондоиди окончил медицинский факультет Лейденского университета, где в 1733 году получил степень доктора медицины (Historiae lateralis ad oxtrahendum calculum sectionis appendix. — Lugd. Batavorum. — 1733. — 4°).
Пройдя собеседование (colloquium) в Медицинской канцелярии 20 мая 1735 года, был принят на службу в русскую армию и направлен в корпус, действовавший в Польше. В 1736—1739 годах состоял в 1-й армии Б. Миниха. После похода на Крым в кампанию 1736 года, который пришлось прервать из-за заболеваемости и недостатка снабжения во время постоя в Перекопской крепости указал на меры по санитарии и гигиене для снижения заболеваний. 8 июня 1738 года назначен генерал-штаб-доктором армии. Участвовал в Крымских походах, битве при Ставучанах, взятии Хотина.
В 1742 г. Лесток, назначенный архиятром и директором Медицинской канцелярии, вызвал П. Кондоиди в Петербург и 21 февраля 1742 г. поручил ему управление медицинской конторой, остававшейся в Петербурге (двор отбыл в Москву). П. Кондоиди исполнял эту должность до 3 мая 1743 г., после чего вернулся к прежнему месту службы.
С 18 февраля 1745 г. переведён на службу в Медицинскую канцелярию. 20 октября 1747 г. назначен гоф-медиком. 8 марта 1754 г. назначен главным директором Медицинской канцелярии и всего медицинского факультета, произведён в тайные советники с жалованием в 5000 руб. В 1754 году написал «Инструкцию доктору Гевитту для использования причин умножающихся болезней и качества их в Кизляре», положившую начало медицинской географии в России.

## Медицинский администратор
Генерал-штаб-доктор армии Миниха
- составил инструкцию для генерал-штаб-докторов (утверждена Медицинской канцелярией 16 марта 1739);
- улучшил продовольственное снабжение и гигиеническое состояние госпиталей, считая их залогом успешного лечения больных и раненых;
- ввёл «учёные совещания» врачей армии для принятия мер в затруднительных случаях;
- создал первый в России подвижной (походный) госпиталь.

Директор Медицинской канцелярии
- ввёл историю болезни, как обязательный документ;
- ввёл в больницах обязательные вскрытия для определения причины смерти каждого больного и контроля правильности диагноза;
- учредил первую публичную медицинскую библиотеку при Медицинской канцелярии;
- усовершенствовал деятельность госпитальных школ:
  - установил их программы, точные сроки обучения и порядок экзаменов,
  - запретил телесные наказания,
  - учредил доцентуры при госпитальных школах и издал инструкции доцентам (5 февраля 1754);
- учредил акушерские школы (школы «бабичьего дела») в Петербурге и Москве (1757);
- ввёл усовершенствование русских лекарей за границей с целью подготовки преподавателей высшей медицинской школы;
- издал инструкции:
  - штадт-физику,
  - дивизионным врачам,
  - для лечения оспы, кори и др. подобных болезней,
  - для осмотра инвалидов, не годных к службе,
  - для пользования медицинской библиотекой;
- организовал медицинское обеспечение русской армии в Семилетней войне;
- составил первую русскую фармакопею для полевых аптек и военных врачей;
- издал первый русский список врачей.

Писал инструкции на русском языке.

## Награды
- особый рескрипт с выражением монаршей благодарности чинам Медицинской канцелярии (3 сентября 1759).